# Castelo de Ferrières
O Castelo de Ferrières (Château de Ferrières em francês) localiza-se na cidade de Ferrières-en-Brie, no departamento de Sena e Marne, na França.
Considerado o mais importante castelo francês do século XIX, dista cerca de vinte e seis quilômetros a Leste de Paris.

## História
Foi construído entre 1855 e 1859 pelo barão James de Rothschild. O domínio dos Rothschild sobre a propriedade foi passando pela linha masculina da família de acordo com as leis da primogenitura.
O castelo foi projetado pelo arquitecto Britânico Joseph Paxton, que se inspirou no desenho de Mentmore Towers, em Buckinghamshire, Inglaterra, edifício que Paxton construiu para o primo do barão James, o barão Mayer Amschel de Rothschild. Ao contemplar Mentmore, o barão James teria convocado Paxton e ordenado "Construa-me um Mentmore, mas duas vezes maior".
O barão James adquiriu uma vasta colecção de obras de arte e estátuas que adornavam várias salas do castelo. Muitas das esculturas eram de Alexandre Falguière e do italiano oitocentista, Antonio Corradini. Os filhos do barão adquiriram mais tarde trabalhos de René de Saint-Marceaux.
Durante a Guerra franco-prussiana (1870-1871), a propriedade foi ocupada pelos alemães, tendo sido palco das negociações entre Otto von Bismarck, Chanceler da Confederação da Alemanha do Norte, e o Ministro dos Negócios Estrangeiros francês, Jules Favre.
Os alemães voltaram ao castelo durante a ocupação da França na Segunda Guerra Mundial. Desta vez, saquearam as suas importantes colecções de arte. Ao final do conflito, o castelo permaneceu desocupado até 1959, quando Guy de Rothschild e a sua nova esposa, a baronesa Marie-Hélène de Zuylen van Nyeve resolveram renová-lo. Os seus esforços fizeram com que o castelo se tornasse, uma vez mais, num local de encontro entre a nobreza europeia e as estrelas dos filmes de Hollywood, em grandes serões.
Em 1975, Guy de Rothschild e a sua esposa doaram o castelo à reitoria da Universidade de Paris, e actualmente está aberto ao público para visitas guiadas e eventos especiais.

## Características
O castelo, em estilo Renascença italiana, possui torres quadradas em cada vértice. Um terraço formal conduz a um parque ajardinado e 1,25 km² de jardins que são parte de uma floresta circundante de 30 km². A escultura das colunas interiores e das cariátides ficou a cargo de Charles Cordier e as pinturas decorativas foram supervisionadas por Eugène Lami. O admirável hall central tem 120 pés (37 m) de comprimento e 60 pés (18 m) de altura, sendo o seu tecto uma clarabóia envidraçada. A extensa biblioteca inclui mais de 8.000 volumes. Em complemento aos apartamentos privados dos Rothschild, o Château de Ferrières foi construído com oito suites para hóspedes.

## O Castelo de Ferrières no cinema
- Algumas cenas da película The Ninth Gate (1999), de Roman Polanski, foram aqui filmadas.